# Tsunade
Tsunade (綱手) est un personnage du conte japonais Jiraiya Goketsu Monogatari (La Légende du Galant Jiraiya), populaire dans les représentations de kabuki.
Elle fait partie du cercle des trois ninjas légendaire comprenant Jiraiya le ninja et Orochimaru. 
Elle maîtrise l'invocation des limaces, et est capable de se transformer en un escargot géant.
Le personnage a été popularisé par son apparition dans l'animé et le manga Naruto et Naruto Shippuden.